# Cespitularia coerula
Cespitularia coerula is een zachte koraalsoort uit de familie Xeniidae. De koraalsoort komt uit het geslacht Cespitularia. Cespitularia coerula werd in 1898 voor het eerst wetenschappelijk beschreven door May. 